# Sherman Hoar

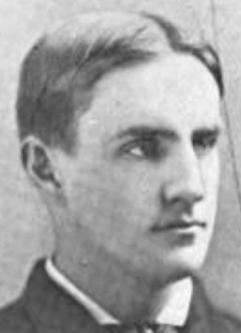
Sherman Hoar

Sherman Hoar (* 30. Juli 1860 in Concord, Massachusetts; † 7. Oktober 1898 ebenda) war ein US-amerikanischer Jurist und Politiker. Zwischen 1891 und 1893 vertrat er den Bundesstaat Massachusetts im US-Repräsentantenhaus.

## Werdegang
Sherman Hoar war der Sohn von US-Justizminister Ebenezer R. Hoar (1816–1895). Außerdem war er mit einigen anderen Kongressmitgliedern verwandt. Er besuchte die öffentlichen Schulen seiner Heimat und danach die Phillips Exeter Academy in Exeter (New Hampshire). Danach studierte er bis 1884 an der Harvard University unter anderem Jura. Nach seiner 1885 erfolgten Zulassung als Rechtsanwalt begann er in Concord in diesem Beruf zu arbeiten. Gleichzeitig schlug er als Mitglied der Demokratischen Partei eine politische Laufbahn ein. Im Jahr 1884 leitete er die Nachwuchsorganisation seiner Partei in Massachusetts. Außerdem wurde er Kurator der Phillips Exeter Academy und Direktor bei der American Unitarian Association.
Bei den Kongresswahlen des Jahres 1890 wurde Hoar im fünften Wahlbezirk von Massachusetts in das US-Repräsentantenhaus in Washington, D.C. gewählt, wo er am 4. März 1891 die Nachfolge von Nathaniel Prentiss Banks antrat. Bis zum 3. März 1893 konnte er eine Legislaturperiode im Kongress absolvieren. Zwischen 1893 und 1897 war Hoar als Nachfolger von Frank D. Allen Bundesstaatsanwalt für den Distrikt von Massachusetts. Während des Spanisch-Amerikanischen Krieges von 1898 fungierte er als Direktor der freiwilligen Hilfsorganisation von Massachusetts. In dieser Eigenschaft war er bei einigen Militärkrankenhäusern im Süden tätig. Er starb am 7. Oktober 1898 in seinem Geburtsort Concord.
Sein Sohn Roger Sherman Hoar wurde ebenfalls politisch tätig und saß im Senat von Massachusetts. Er machte sich außerdem als  Ingenieur, Patentrechtler und Science-Fiction-Autor einen Namen.